# Ángel Álvarez
Ángel Álvarez Fernandez (* 26. September 1906 in Madrid; † 13. Dezember 1983 ebenda) war ein spanischer Schauspieler.

## Leben
In zahlreichen Filmen, darunter etlichen Italowestern, spielte der untersetzte, kleine Álvarez gewichtige Nebenrollen als z. B. Ladenbesitzer, Barmann oder Bankangestellter.
Er war zwischen 1945 und 1982 Darsteller in über 200 Filmen. Am bekanntesten dürften die Rollen in den Western der 1960er und 1970er Jahre sein – wie zum Beispiel unter der Regie von Sergio Corbucci in Navajo Joe oder Django (1966).

## Filmografie
- 1953: Willkommen, Mr. Marshall (Bienvenido Mister Marshall)
- 1958: Die Sklavenkarawane
- 1959: Der Löwe von Babylon
- 1959: Die Legionen des Cäsaren (Le legioni di Cleopatra)
- 1960: Unsere Heimat ist die ganze Welt (Juanito) – Regie: Fernando Palacios
- 1960: Der Rollstuhl (El cochecito)
- 1961: Die Liebe ist ein seltsames Spiel (Cariño mío)
- 1963: Das Geheimnis des Scaramouche (La máscara de Scaramouche)
- 1964: Isidro el labrador
- 1964: Cordoba (Llanto por un bandido)
- 1964: Für drei Dollar Blei (Tre dollari di piombo)
- 1964: Tim und Struppi und die blauen Orangen (Tintin et les oranges bleues)
- 1964: Die verdammten Pistolen von Dallas (Las malditas pistolas de Dallas)
- 1966: Django
- 1966: Geh ins Bett, nicht in den Krieg (Non faccio la guerra, faccio l’amore)
- 1966: Kopfgeld: Ein Dollar (Navajo Joe)
- 1967: Glut der Sonne (Dove si spara di più)
- 1968: Die gefürchteten Zwei (Il mercenario)
- 1969: Blutiges Blei (Il prezzo di potere)
- 1968: Requiem für Django (Réquiem para el gringo)
- 1969: Friedhof ohne Kreuze (Une corde… un colt…)
- 1972: Sie verkaufen den Tod (Una ragione per vivere e una per morire)
- 1972: Tedeum – Jeder Hieb ein Prankenschlag (Tedeum)
- 1973: Der Clan der Killer (Un tipo con una faccia strana ti cerca per ucciderti)
- 1973: Der scharlachrote Buchstabe
- 1973: Verflucht dies Amerika
- 1979: Wilde Betten – Lippenstift-Tigerinnen (Letti selvaggi) – Regie: Luigi Zampa